# Anita Bärwirth
Anita Bärwirth, nach Heirat Anita Hardekopf, (* 30. August 1918 in Kiel; † 13. Juli 1994 in Buenos Aires) war eine deutsche Kunstturnerin und Olympiasiegerin.
Anita Bärwirth startete für den Kieler MTV. Bei den Olympischen Spielen 1936 fand nach 1928 zum zweiten Mal ein Olympischer Mannschaftswettbewerb für Turnerinnen statt. Anita Bärwirth belegte in der Punktwertung den neunten Platz. Mit der deutschen Mannschaft in der Besetzung Gertrud Meyer, Erna Bürger, Käthe Sohnemann, Isolde Frölian, Anita Bärwirth, Paula Pöhlsen sowie Friedl Iby und Julie Schmitt gewann sie die Goldmedaille mit drei Punkten Vorsprung vor der Mannschaft aus der Tschechoslowakei.
Anita Bärwirth wanderte nach Argentinien aus. Ihre Tochter Christina Hardekopf nahm für Argentinien an den Olympischen Spielen 1960 als Wasserspringerin teil.